# Derramadero, Oaxaca
Derramadero är en ort i Mexiko.   Den ligger i kommunen Santa María Huatulco och delstaten Oaxaca, i den sydöstra delen av landet, 500 km sydost om huvudstaden Mexico City. Derramadero ligger 19 meter över havet och antalet invånare är 182.
Terrängen runt Derramadero är lite kuperad. Havet är nära Derramadero söderut.  Närmaste större samhälle är Crucecita, 19,7 km öster om Derramadero. 